# Renuncia a la nacionalidad estadounidense
Según la ley federal de los Estados Unidos, un ciudadano o nacional estadounidense puede renunciar voluntaria e intencionalmente a ese estatus y convertirse en extranjero con respecto a los Estados Unidos. La renuncia es distinta de la desnaturalización, que en la legislación estadounidense se refiere únicamente a la cancelación de la naturalización obtenida ilegalmente.
Las personas que renuncian a la ciudadanía estadounidense generalmente han vivido en el extranjero durante muchos años y casi todos son ciudadanos de otro país. A diferencia de la mayoría de los demás países, Estados Unidos no prohíbe a sus ciudadanos convertirse en apátridas, pero el Departamento de Estado recomienda firmemente no hacerlo y muy pocos optan por seguir ese camino. Desde el final de la Segunda Guerra Mundial, ningún individuo ha renunciado con éxito a la ciudadanía estadounidense mientras se encontraba en territorio estadounidense, y los tribunales han rechazado argumentos de que la ciudadanía estatal estadounidense o la ciudadanía puertorriqueña otorgan a un ex ciudadano estadounidense el derecho a entrar o residir en los EE. UU. sin el permiso del gobierno de EE.UU. Como cualquier otro extranjero o apátrida, un ex ciudadano estadounidense requiere una visa estadounidense o una exención de visa, para poder visitar los Estados Unidos.
La renuncia a la ciudadanía estadounidense sigue siendo poco común en términos absolutos, pero se ha vuelto más frecuente que la renuncia a la ciudadanía de la mayoría de los demás países desarrollados. Entre tres mil y seis mil ciudadanos estadounidenses han renunciado a la ciudadanía cada año desde 2013, en comparación con estimaciones de entre tres y nueve millones de ciudadanos estadounidenses que residen en el extranjero . El número de renuncias ha aumentado considerablemente desde los mínimos de los años 1990 y 2000. Los abogados creen que este crecimiento se debe principalmente a estadounidenses accidentales que crecieron en el extranjero y sólo se dieron cuenta de su ciudadanía estadounidense y de las obligaciones tributarias de los ciudadanos en el extranjero debido a la publicidad continua en torno a la Ley de Cumplimiento Tributario de Cuentas Extranjeras de 2010. Entre 2010 y 2015, obtener  un Certificado de Pérdida de Nacionalidad (CLN) comenzó a convertirse en un proceso difícil con altas barreras, incluidas listas de espera de casi un año para citas y la tarifa administrativa más cara del mundo, así como un tratamiento fiscal complicado . Los juristas afirman que tales barreras pueden constituir una violación de las obligaciones de los Estados Unidos en virtud del derecho internacional, y legislaturas extranjeras han pedido al gobierno de los Estados Unidos que elimine las tasas, impuestos y otros requisitos, particularmente con respecto a los estadounidenses accidentales que tienen pocos vínculos genuinos con Estados Unidos.

## Terminología
En general, "pérdida de ciudadanía" es un término amplio que puede incluir la terminación de la ciudadanía tanto voluntaria (iniciada por el ciudadano) como involuntaria (iniciada por el gobierno), aunque no siempre es fácil hacer una distinción clara entre las dos categorías: la pérdida automática de la ciudadanía debido a una acción inicial realizada voluntariamente podría considerarse una "pérdida voluntaria" o una "pérdida involuntaria". La terminación de la ciudadanía por iniciativa de un ciudadano puede denominarse "renuncia" o "expatriación", mientras que el término "desnacionalización" se refiere a la terminación por iniciativa del gobierno.
La renuncia a la nacionalidad estadounidense abarca la renuncia a la ciudadanía estadounidense. "Nacionalidad" y "ciudadanía" son distintas según la ley estadounidense: todas las personas con ciudadanía estadounidense también tienen la nacionalidad estadounidense, pero los samoanos americanos y algunos residentes de las Islas Marianas del Norte tienen la nacionalidad estadounidense sin ciudadanía. Tanto los ciudadanos como los no ciudadanos podrán emprender el proceso de renuncia a la nacionalidad estadounidense. Un ciudadano que emprende ese proceso renuncia tanto a la ciudadanía como a la nacionalidad. No es posible renunciar a la ciudadanía estadounidense manteniendo la nacionalidad estadounidense.
Las personas que renuncian a la ciudadanía estadounidense se denominan "renunciantes". También se utiliza el término informal "estadounidenses de última generación", un juego de palabras con terminología para generaciones de inmigrantes (como "estadounidenses de primera generación" o "estadounidenses de segunda generación"). Los términos "expatriación" o "expatriados" pueden generar cierta confusión, ya que en el lenguaje moderno un "expatriado" ("expatriado") es simplemente una persona que reside en el extranjero, sin ninguna implicación de renunciar a la ciudadanía.

## Números
Entre 2014 y 2016, una media de unos cinco mil ciudadanos estadounidenses renunciaron a su ciudadanía cada año. Estas cifras se han multiplicado casi por diez entre 2005 y 2015, aunque siguen siendo solo unas tres veces superiores a las cifras anuales de la década de los '70.
Solo en la primera mitad de 2020, 5315 personas renunciaron a la nacionalidad estadounidense. Las cantidades de renunciantes entre los años 2010 y 2020 son: 1534 en 2010; 1781 en 2011; 932 en 2012; 2999 en 2013; 3415 en 2014; 4279 en 2015; 5411 en 2016; 5133 en 2017; 3981 en 2018; 2072 en 2019 y 6705 en 2020.
En términos absolutos, pocas personas renuncian a la ciudadanía estadounidense o de cualquier otro país desarrollado. En casi todos los países, el número de personas que renuncian a la ciudadanía cada año es pequeño en relación con el número total de ciudadanos en el extranjero, y mucho menos si se compara con el número total de ciudadanos en ese país.
En un estudio de 2017 sobre renuncias a la ciudadanía en veintiocho países, en su mayoría miembros de la OCDE, Estados Unidos ocupó el sexto lugar en términos relativos (es decir, renunciantes como proporción de ciudadanos en el extranjero), detrás de Singapur, Corea del Sur, Taiwán, Estonia y Japón; y segundo en números absolutos detrás de Corea del Sur. El autor del estudio señaló que los factores emocionales y las prohibiciones de la doble ciudadanía pueden afectar las tasas de renuncia a la ciudadanía, y que el servicio militar obligatorio puede explicar las altas tasas en otros países importantes además de Estados Unidos.
Peter Spiro señala que la mayoría de los países con servicio militar obligatorio ofrecen exenciones para los ciudadanos no residentes. Independientemente de las razones, incluso en el caso de Corea del Sur, el primer país en la lista nombrada, sólo alrededor del 0.7% de los ciudadanos en el extranjero renuncian cada año, mientras que en Estados Unidos la tasa es sólo de alrededor del 0.1%, aunque en ambos casos la falta de fiabilidad de las cifras de población de los ciudadanos en el extranjero significa que dichos porcentajes son cuestionables. Un exfuncionario del Servicio Exterior, señalando que las estimaciones del Departamento de Estado sobre la población de ciudadanos estadounidenses en el extranjero han aumentado de 3.2 millones en 2004 a 9 millones en 2017, advierte que estas estimaciones fueron "generadas para justificar los activos y el presupuesto consulares" y, por lo tanto, "pueden ser interesadas".

## Proceso

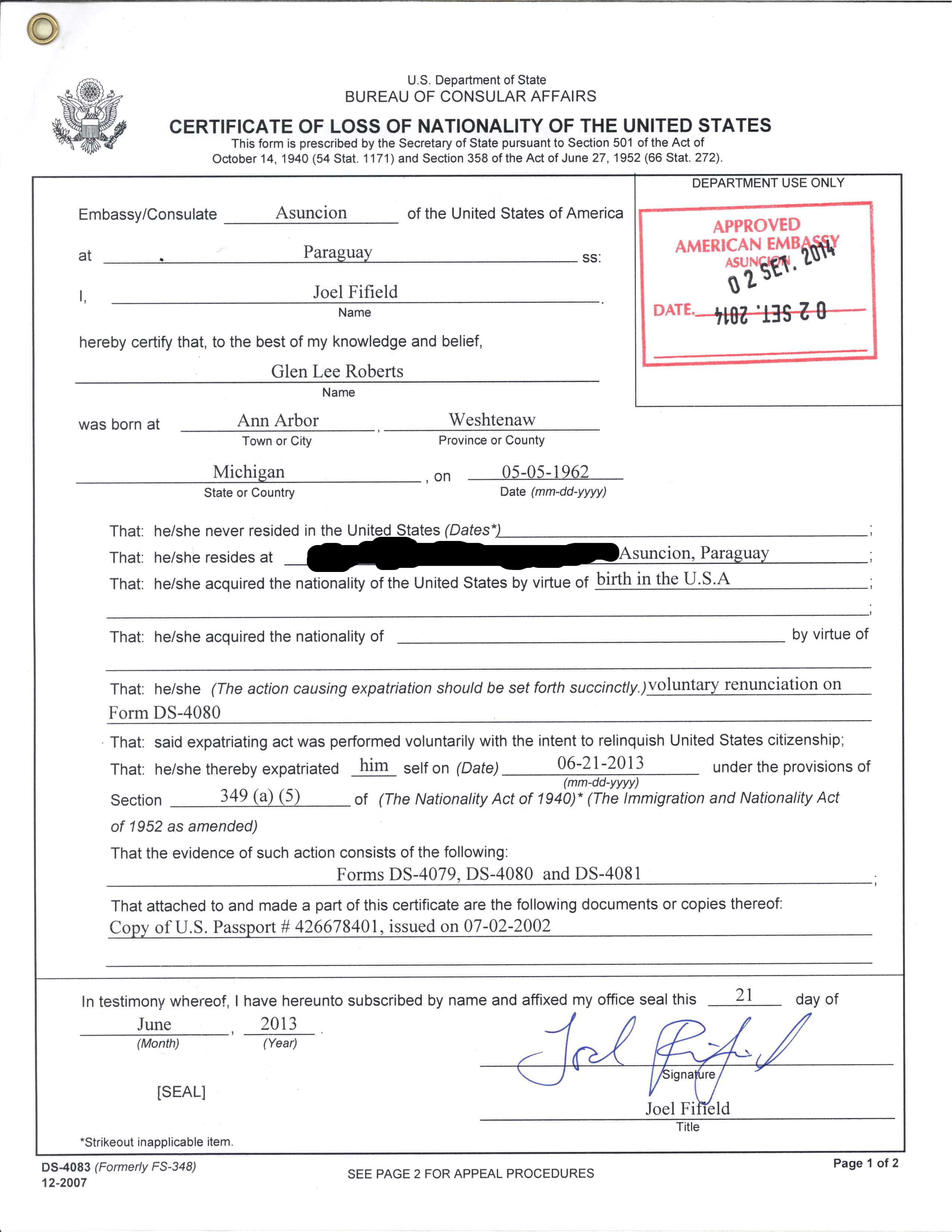
Un Certificado de Pérdida de Nacionalidad de los Estados Unidos, emitido a un ex ciudadano como documentación oficial de su decisión de renunciar a la ciudadanía estadounidense.

Una persona que realiza un acto potencialmente expatriado con la intención de renunciar a la ciudadanía estadounidense pierde la ciudadanía estadounidense desde el momento de ese acto. El Departamento de Estado emitirá a dicha persona un CLN previa solicitud. La ley de nacionalidad estadounidense no exige que un ex ciudadano notifique al Departamento de Estado ni obtenga un CLN, pero obtener uno puede ser útil para demostrar su estatus como ciudadano no estadounidense ante otros gobiernos o partes privadas, y las leyes fiscales estadounidenses desde 2004 ignoran la renuncia a la ciudadanía hasta que la persona lo notifique al Departamento de Estado.
Obtener un CLN para demostrar la renuncia a la ciudadanía estadounidense se ha convertido en un proceso largo no exento de dificultades. Se ha informado que el coste total de renunciar a la ciudadanía estadounidense para una persona en Francia, incluido el coste de preparar los trámites fiscales relacionados, asciende a una media de entre 10 000 y 20 000 euros. Allison Christians de la Universidad McGill y Peter Spiro de la Universidad de Temple han sugerido que la complejidad y el costo del proceso, especialmente la tarifa de 2350 dólares del Departamento de Estado y las posibles sanciones por no presentar los formularios de impuestos relacionados, pueden constituir un incumplimiento de la obligación de los Estados Unidos de no imponer barreras arbitrarias al cambio de nacionalidad, particularmente cuando se aplica a estadounidenses accidentales que tienen pocos vínculos genuinos con los Estados Unidos. Tal obligación se puede encontrar en el derecho interno (la Ley de Expatriados de 1868 ), en instrumentos internacionales como la Declaración Universal de Derechos Humanos y en la práctica estatal general. La dificultad del proceso llevó a una propuesta por parte de miembros de la Asamblea Nacional de Francia de que el gobierno francés debería negociar con el gobierno estadounidense para que los ciudadanos franceses disfrutaran de un procedimiento simplificado para renunciar a la ciudadanía estadounidense que no requería el pago de dichas tasas. Posteriormente, una resolución de junio de 2018 en el Parlamento Europeo pide a la Comisión Europea que lleve a cabo negociaciones similares con respecto a todos los estadounidenses accidentales que fueran ciudadanos de la Unión Europea.

### Abandono del derecho de residencia en EE.UU.
En general, 8 U.S.C. § 1483(a) requiere que un individuo esté fuera de los Estados Unidos y sus posesiones periféricas (Samoa Americana e Isla Swains) para poder renunciar a la ciudadanía, excepto cuando el acto de renuncia sea una renuncia durante un estado de guerra o la comisión de traición, rebelión o delitos similares. Además, la renuncia a la ciudadanía requiere renunciar al derecho de ingresar y residir en los Estados Unidos. Esto no significa que los ex ciudadanos estén prohibidos en el país; el Departamento de Estado emite visas de forma rutinaria a ex ciudadanos. Sin embargo, aparte de excepciones limitadas para algunos pueblos indígenas de las Américas, la entrada a los Estados Unidos es un privilegio que los ex ciudadanos deben solicitar, en lugar de un derecho que puedan ejercer libremente, y se les puede negar la entrada o ser deportados como cualquier otro extranjero. Aunque es posible que un extranjero sea ciudadano de un estado de EE. UU. sin obtener o incluso ser elegible para la ciudadanía estadounidense, la ciudadanía estatal no puede otorgar ningún derecho a ingresar o permanecer en los Estados Unidos. Argumentos pseudolegales sobre la ciudadanía estadounidense por parte de miembros del movimiento ciudadano soberano, como que una persona puede declararse "ciudadano nacido libre de un estado" en lugar de ciudadano estadounidense y luego continuar residiendo en los EE. UU. sin estar sujeto a la ley federal, han sido declarados frívolos por los tribunales.

## Razones para renunciar a la ciudadanía

### Prohibiciones extranjeras de ciudadanía múltiple

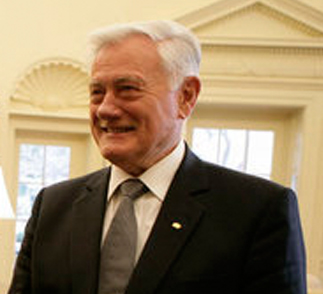
Valdas Adamkus renunció a la ciudadanía estadounidense para postularse para presidente de Lituania y fue elegido para el cargo dos veces.

Aunque el gobierno de Estados Unidos ha eliminado de sus leyes de nacionalidad la mayoría de las restricciones a la ciudadanía doble o múltiple, algunos otros países mantienen tales restricciones, y los ciudadanos estadounidenses en dichos países pueden optar por renunciar a la ciudadanía estadounidense para cumplir con esas restricciones.

### Dificultades de cumplimiento tributario para ciudadanos estadounidenses en el extranjero
Estados Unidos es el único país que grava los ingresos extranjeros de los ciudadanos que residen permanentemente en el extranjero. Estados Unidos impuso impuestos por primera vez a los ciudadanos extranjeros durante la Guerra Civil, y lo ha hecho de forma continua desde la Ley de Ingresos de 1913 hasta la actualidad. Durante ese período, un pequeño número de otros países con prácticas similares derogaron dichas leyes y pasaron a gravar con base en la residencia, hasta el punto de que la tributación basada en la residencia ahora podría considerarse como una norma de derecho internacional consuetudinario; Allison Christians ha declarado que Estados Unidos podría ser considerado un objetor persistente al surgimiento de esta nueva norma, aunque señala que los esfuerzos esporádicos de Estados Unidos para hacer cumplir su sistema durante los años en que se formó esta norma podrían no alcanzar el nivel de "persistente".

### Servicio militar estadounidense
En 1972, un comentarista describió el registro en el Servicio Selectivo y el servicio militar como la "obligación principal" de los ciudadanos estadounidenses que viven en el extranjero, además de los impuestos. En un informe de 1995, el Comité Conjunto sobre Impuestos atribuyó el elevado número de personas que renunciaron a la ciudadanía estadounidense en las décadas de 1960 y 1970 a la guerra de Vietnam.

### Otras razones
Otros ex ciudadanos individuales han expresado una variedad de razones para renunciar a la ciudadanía estadounidense.
Vincent Cate, un experto en cifrado que vive en Anguila, optó por renunciar a su ciudadanía estadounidense en 1998 para evitar la posibilidad de violar leyes estadounidenses que podrían haber prohibido a los ciudadanos estadounidenses "exportar" software de cifrado.
Algunas personas han renunciado a la ciudadanía estadounidense como parte de acuerdos de culpabilidad para recibir penas reducidas por ciertos delitos. Los ejemplos incluyen a Arthur Rudolph y Yaser Esam Hamdi. El Departamento de Estado señala que "algunos compararían [esto] con el destierro cuando se trata de un ciudadano al nacer".